# Pantin
Pantin je severovzhodno predmestje Pariza in občina v  departmaju Seine-Saint-Denis osrednje francoske regije Île-de-France. Leta 2012 je imelo naselje 53.060 prebivalcev.

## Geografija
Pantin leži 6 km severovzhodno od središča Pariza ob kanalu Ourcq. Občina meji na severozahodu na Aubervilliers, na severovzhodu na Bobigny, na vzhodu na Romainville in Noisy-le-Sec, na jugu na Les Lilas, na jugozahodu pa na Le Pré-Saint-Gervais in mesto Pariz.

## Administracija
Pantin je sedež dveh kantonov:
- Kanton Pantin-Vzhod (vzhodni del občine Pantin: 30.446 prebivalcev),
- Kanton Pantin-Zahod (zahodni del občine Pantin: 22.614 prebivalcev).

Oba kantona sta sestavni del okrožja Bobigny.

## Zgodovina
Ime naselja je prvikrat zapisano v letu 1067 kot Pentini.
Ob širitvi pariških meja 1. januarja 1860 je občina Pantin izgubila majhen del svojega ozemlja. 24. julija 1867 je občina dodatno izgubila nekaj ozemlja, ki se je ločil od nje ter skupaj z deli občin Romainville in Bagnolet osnoval novo občino Les Lilas.

## Pobratena mesta
- Dzeržinski, Moskva (Rusija),
- Scandicci (Italija).